# Зверь (фильм, 2007)
«Зверь» (англ. Hybrid, другое название англ. Eyes of the Wolf) — американский телевизионный научно-фантастический триллер режиссёра Елены Ланской.

## Сюжет
Ослепнув после взрыва, диспетчер Аарон Скейтс помещается в больницу к доктору Андреа Хьюлитт, знаменитой своими экстраординарными медицинскими достижениями. Аарон — первый пациент, на котором она применяет новейшую технологию трансплантации органов. Ему делается пересадка глаз умирающего раненого волка, которого привезла в больницу куратор музея Лидия Армстронг. Последняя возражает против проведения операции, которая всё-таки проходит успешно.
Однако сам Аарон напуган своей способностью видеть в темноте, а также повышенным чувством слуха и потребностью в сыром мясе. А ещё ему хочется выть и охотиться на людей. И только Лидия понимает, почему. Зная, что Аарон может причинить вред себе и другим, она признаётся, что тоже является гибридом, но с помощью своего друга-шамана Клода Робертсона научилась обращать свои дикие инстинкты в источник силы, а не насилия. Изучив остальные приобретённые инстинкты в убежище Лидии, они отправляются к Робертсону, чтобы тот провёл ритуал по воссоединению духовного мира Аарона с миром волка.
Тем временем коллеги Андреа, знающие об изменениях, произошедших с Аароном, намерены загнать «зверя» и уничтожить его. Однако они не учли, что на стороне Аарона не только шаман и чуткая подруга, но ещё и несколько друзей из зоопарка.

## В ролях
| Актёр                 | Роль                   |
| --------------------- | ---------------------- |
| Кори Монтейт          | Аарон Скейтс           |
| Жюстин Бейтман        | доктор Андреа Хьюлитт  |
| Тинсел Кори           | Лидия Армстронг        |
| Уильям МакДональд     |                        |
| Гордон Тутузис        | Клод Робертсон (шаман) |
| Брендон Джей МакЛарен | Эшмор                  |
| Аарон Хьюз            | Уилкокс                |
| Тим Кирилак           |                        |
| Тадж Морил            |                        |
| Уэйн Никлас           |                        |
| Сюзанна Портной       |                        |
| Крэйг Скин            |                        |
| Бретт Соренсен        | Дивер                  |
| Гордон Тэннер         | Фелпс                  |
| Ричард Дин Томас      |                        |
| Даррен Уолл           |                        |
| Уилл Войтович         | Мобли                  |
| Роберт Норсуорти      |                        |

## Каскадёры и дублёры
- Роберт Борджес
- Трейси Гардхаус
- Лори МакКи
- Сэм Робинсон
- Дэн Скин
- Шон Скин
- Ричард Томас

## Съёмочная группа
- Режиссёр-постановщик: Елена Ланская
- Сценарист: Арне Олсен
- Оператор: Барри Гравель
- Продюсеры: Роберт Холми мл., Роберт Холми-ст., Гари Хаусэм, Филлис Лэйнг, Жилль Пакен, Майкл Дж. Тейлор
- Художник-постановщик: Рэжан Лабрие
- Художник по костюмам: Линда Мэдден
- Композитор: Терри Фрюэр
- Звукорежиссёр: Анита Любош
- Гримёр: Бренда Магалас
- Постановщики трюков: Чак Робинсон, Дэн Скин, Рик Скин